# Mads Frøkjær-Jensen
Mads Frøkjær-Jensen (født 29. juli 1999) er en dansk fodboldspiller, der spiller for Preston som midtbane.

## Klubkarriere

### Odense Boldklub
Frøkjær skiftede til Odense Boldklub i 2014.
Den 19. december 2017 skrev Frøkjær under på en treårig professionel kontrakt gældende fra sommeren 2018, og han blev samtidig permanent en del af klubbens førsteholdstrup. Han fik sin officielle debut den 6. september 2018 i DBU Pokalen, hvor han startede på bænken, inden han erstattede Nicklas Helenius i det 73. minut i en 4-0-sejr over Akademisk Boldklub.
Frøkjær fik sin debut i Superligaen den 14. april 2019 i en kamp mod FC Midtjylland efter at være blevet skiftet ind med 17 minutter tilbage af kampen. Han spillede i alt fem kampe (fire Superligakampe; 1 kamp i DBU Pokalen) i 2018-19-sæsonen.